# 钥匙卡
钥匙卡又稱房卡、門禁卡，是一種卡片形式的鑰匙。钥匙卡可以打開房間以及大門。钥匙卡外觀上看上去是一張塑料卡片，但實際上充當了鑰匙的功能。该卡片通常与信用卡或美国和欧盟頒發的驾驶执照具有相同的尺寸。現在許多賓館和酒店都用房卡來代替钥匙，這些卡上面带有磁条或芯片。每来一个新客人入住就使用一个新的代码信息。

## 照片

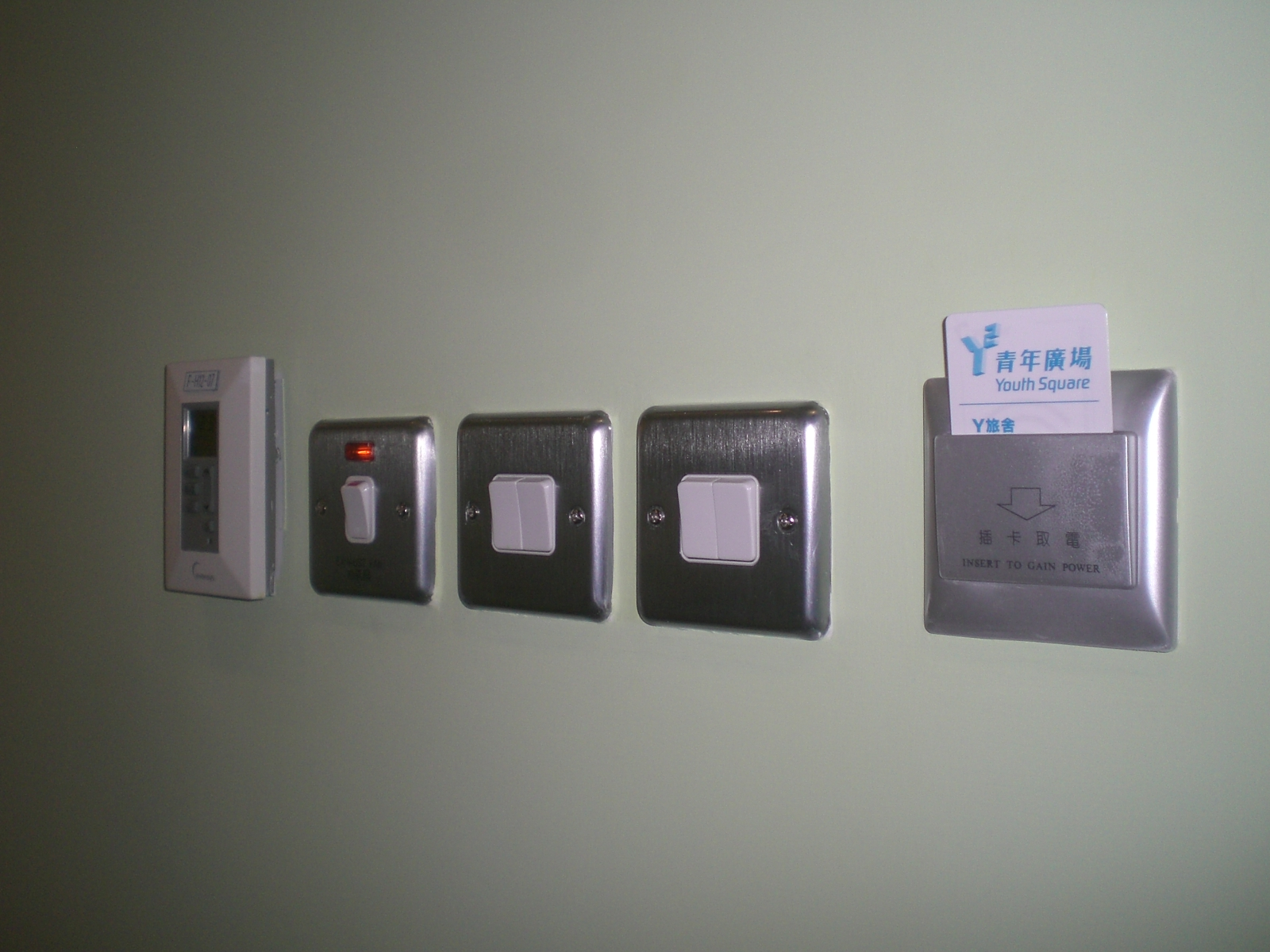
酒店的门禁卡還可以用來開燈、關燈
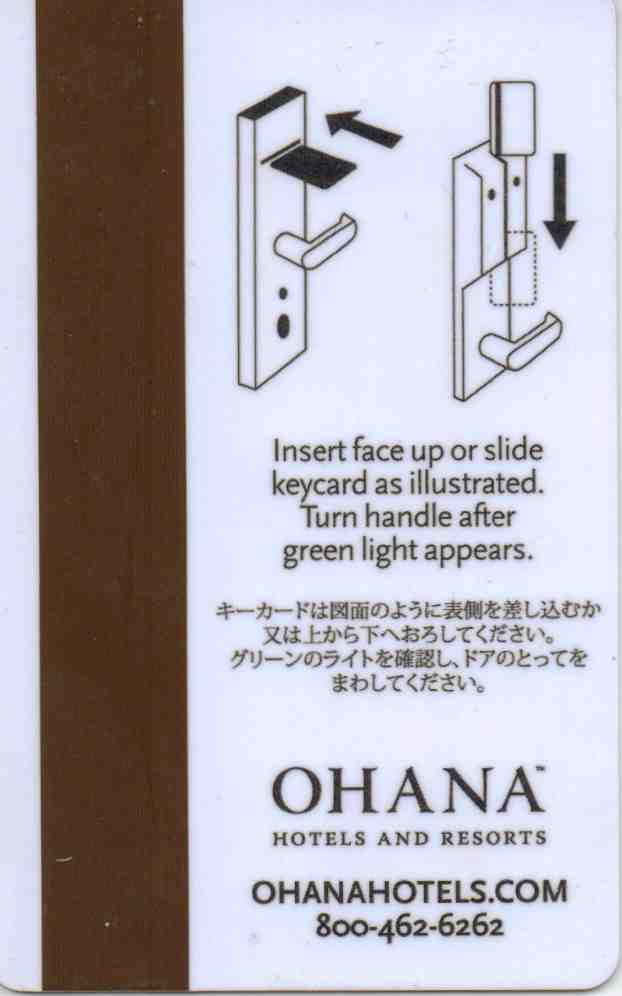
磁条钥匙卡的使用说明
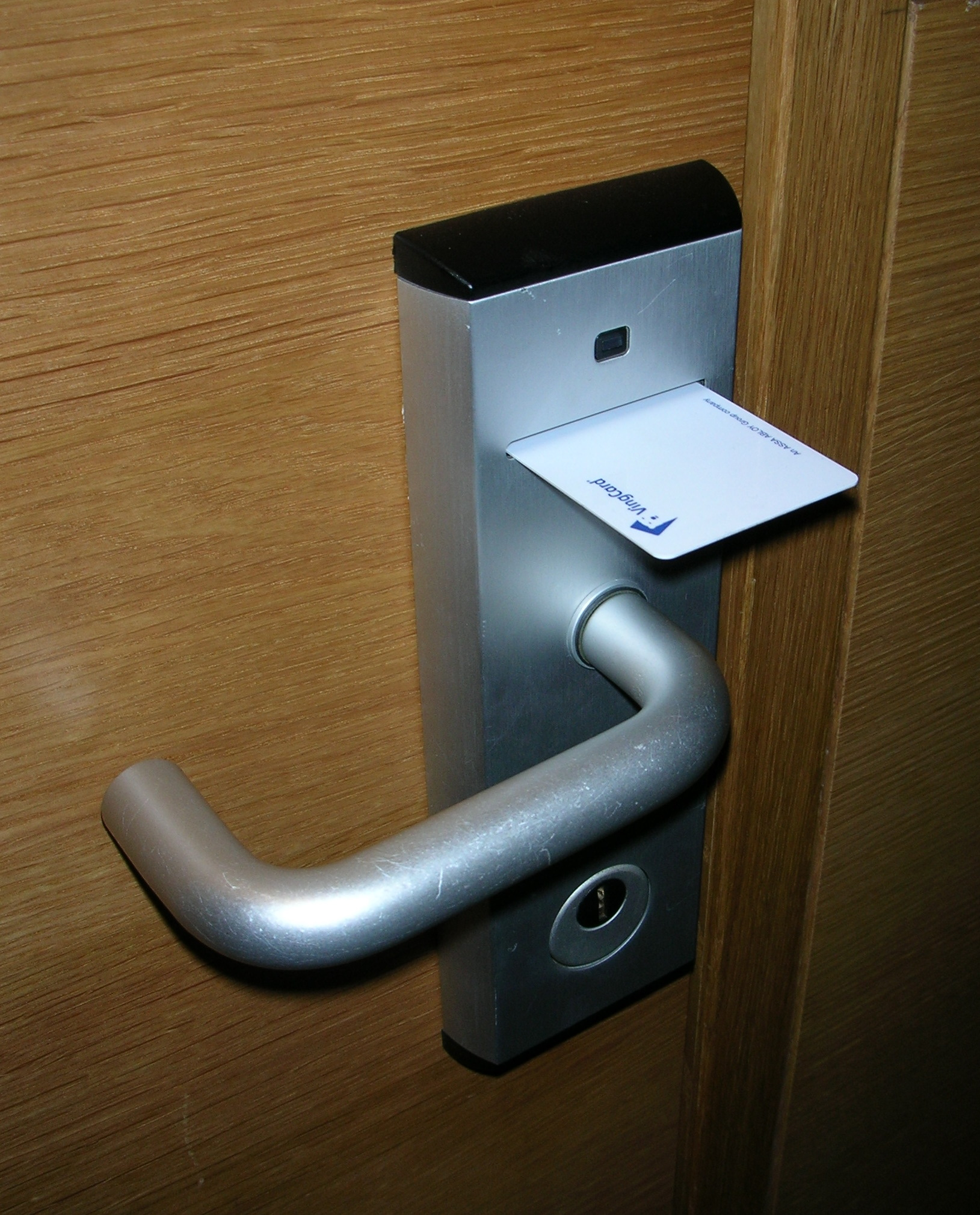
插在門鎖上的房卡